# Yeni İstanbul
Yeni Istanbul est un journal d'informations turc fondé en 1949 par Habib Edip Törehan. Son nom signifie "Nouvel Istanbul". Fondé en 1949, il change de nom en 1973 pour s'appeler İstanbul.
Initialement politiquement situé au centre-gauche, le titre est racheté et, à la fin des années 1950, se situe au centre-droit. Yeni İstanbul, vu son positionnement, n'est pas menacé lors du coup d'État de 1960, mais celui de 1980 mènera à sa dissolution en 1981. Néanmoins, le journal est relancé en 1986.
Un journal différent, créé en 1919 par Abdullah Cevdet, a été diffusé sur une courte durée sous ce titre.